# Războaiele normande-bizantine
Războaiele normande-bizantine au reprezentat o serie de conflicte militare purtate între Imperiul Roman de Răsărit și normanzi (sub forma Regatul Siciliei și Principatul de Antiohia) între anii 1040 și 1186. Confruntările au fost unele costisitoare pentru romani, sfârșindu-se cu Jefuirea Salonicului din 1185. Romanii vor reuși însă să îi alunge pe invadatori de pe teritoriile lor.